# Jeremy Silman
Jeremy Silman   (Del Rio, 28 d'agost de 1954 - Los Angeles, 21 de setembre de 2023) va ser un Mestre Internacional i escriptor d'escacs. Va guanyar el Campionat d'escacs obert dels Estats Units, l'American Open, i el National Open, i va ser l'entrenador de l'equip nacional júnior estatunidenc d'escacs.

## Biografia
Silman va escriure més de 35 llibres, la majoria sobre escacs, i alguns sobre jocs de casino, i va ser l'assessor d'escacs per la pel·lícula de Harry Potter de 2001 Harry Potter i la pedra filosofal. Va entrenat diversos jugadors d'elit, i va col·laborar amb publicacions d'escacs de prestigi com ara New in Chess. Era conegut per la seva empatia pels jugadors aficionats, i va escriure llibres dirigits especialment als jugadors de nivell baix.
En els seus llibres, Silman avalua les posicions d'acord amb el «desequilibri», o les diferències que existeixen en totes les posicions, i advoca perquè els jugadors elaborin el seu pla de joc d'acord amb això. Un bon pla, segons Silman, és aquell que posa en relleu els desequilibris positius en la posició. Els desequilibris són, en ordre aproximat d'importància decreixent, d'acord amb Dana Mackenzie:
- Iniciativa: Silman fa notar que la iniciativa (juntament amb el desenvolupament superior) és un desequilibri dinàmic que s'ha d'utilitzar amb rapidesa si hom no vol que l'avantatge desaparegui.
- Material: en la seva sèrie per a Chess Life , The Art of Planning, Silman titlla aquest desequilibri com el més important, ja que tindrà impacte en totes les fases del joc.[5]
- Estructura de peons.
- Control de columnes i caselles.
- Peces menors superiors, concepte que es refereix a la relativa superioritat o inferioritat dels cavalls i alfils.
- Desenvolupament.

Silman va contribuir habitualment a la publicació Chess Life, on hi escrivia columnes dirigides als jugadors aficionats. En molts casos hi incloïa partides disputades pels aficionats, destacant les idees equivocades en els processos de pensament d'aquests jugadors. Les seves anotacions són conegudes per la franquesa i la seva duresa ocasional; per exemple, a The Amateur's Mind castiga un alumne amb l'opinió que «aquesta lletania incoherent mostra per què no juga bé als torneigs». Silman també va dirigir aquesta duresa cap al seu propi joc, així, per exemple, als comentaris sobre la partida Silman-Delaune, hi va escriure que, després d'haver guanyat material, pensava que la partida es guanyaria sola, i que «amb aquesta actitud mental terrible, les blanques van deixar de pensar, van refusar l'oferta de taules, i van acabar fent moviments horribles, un darrere l'altre».

## Obra publicada
- How to Reassess your Chess
- The Amateur's Mind: Turning Chess Misconceptions into Chess Mastery
- The Complete Book of Chess Strategy:Grandmaster Techniques from A to Z, 1998, Siles Press, ISBN 978-1-890085-01-8
- The Reassess your Chess Workbook
- Pal Benko: My Life, Games and Compositions, 2004, Siles Press. Amb Pal Benko i John L. Watson
- Silman's Complete Endgame Course: From Beginner To Master, 2007, Siles Press, ISBN 1-890085-10-3.
- Accelerated Dragons, 1998, Everyman Chess. amb John W. Donaldson.